# جانيت دولسون
ميلدريد جانيت دولسون (في وقت لاحق عرفت باسم كافيل ، 13 أغسطس 1918 – 17 يوليو 2004) عبارة عن رياضية كندية نافست في الألعاب الأولمبية الصيفية لعام 1936 .
ولدت في تورونتو، أونتاريو، كندا وتوفيت في نورث بالم بيتش ، فلوريدا، الولايات المتحدة.

## وصلات خارجية
- جانيت دولسون على موقع اللجنة الأولمبية الدولية (الإنجليزية)
- جانيت دولسون على موقع أوليمبيديا (الإنجليزية)